# اواریستو ایساسی
اواریستو ایساسی (اسپانیایی: Evaristo Isasi‎؛ زادهٔ ۲۶ اکتبر ۱۹۵۵) بازیکن فوتبال اهل پاراگوئه بود.
از باشگاه‌هایی که در آن بازی کرده‌است می‌توان به باشگاه ورزشی الیمپیا اشاره کرد.
وی همچنین در تیم ملی فوتبال پاراگوئه بازی کرده‌است.